# Tauno
Tauno ist ein finnischer männlicher Vorname.

## Bedeutung und Herkunft
Tauno stammt aus dem Karelischen und bedeutet in etwa ”friedlich, bescheiden“.

## Verbreitung
Der Name kommt seit 2010 gelegentlich in der deutschen und österreichischen Namensgebung vor. In der Schweiz tragen 4 Personen diesen Namen (Stand 2022). Tauno ist in Finnland hingegen verbreitet, 4467 männliche Personen tragen diesen Namen (Stand 2022). Außerdem kommt der Name sporadisch in Schweden vor, dahingegen wird er in Dänemark und Norwegen nur sehr selten vergeben.

## Bekannte Namensträger
- Tauno Aints (* 1975), estnischer Komponist und Musiker
- Tauno Honkanen (1927–2023), finnischer Skisportler
- Tauno Jaskari (* 1934), finnischer Ringer
- Tauno Kangro (* 1966), estnischer Bildhauer
- Tauno Käyhkö (* 1950), finnisch-kanadischer Skispringer
- Tauno Luiro (1932–1955), finnischer Skispringer
- Tauno Marttinen (1912–2008), finnischer Komponist
- Tauno Pylkkänen (1918–1980), finnischer Komponist
- Tauno Timoska (1932–2022), finnischer Bandy- und Feldhockeyspieler